# اگروها (شهر)
اگروها (شهر) (به انگلیسی: Agroha (town)) یک منطقهٔ مسکونی در هند است که در هاریانا واقع شده‌است.